# Airto Moreira
Airto Guimarães Moreira (ur. 5 sierpnia 1941 w Itaiópolis w Brazylii) – brazylijski perkusista jazzowy, muzyk sesyjny.
Moreira współpracował z takimi wykonawcami jak Miles Davis, Chick Corea, Dizzy Gillespie, Keith Jarrett, Joni Mitchell, Tina Turner, Herbie Hancock, John McLaughlin, Dave Holland, The Smashing Pumpkins, Carlos Santana, Al Di Meola, Paul Simon, Weather Report, Sérgio Mendes, Stan Getz czy Stanley Clarke.
Od końca lat 60 jest mężem Flory Purim, brazylijskiej wokalistki jazzowej.

## Wybrana dyskografia
- Paul Desmond – Summertime (1968)
- Weather Report – Weather Report (1971)
- Stan Getz – Captain Marvel (1972)
- Dizzy Gillespie – Rhythmstick (1990)